# Anghelești
Anghelești falu Romániában, Erdélyben, Fehér megyében. Közigazgatásilag Bucsony községhez tartozik.

## Fekvése
Bucsum-Cserbu közelében fekvő település.

## Története
Angheleşti korábban Bucsum-Cserbu része volt, 1956 körül vált külön 71 lakossal.
1966-ban 61, 1977-ben 104, 1992-ben 91, 2002-ben 63 román lakosa volt.